# Мифкова, Дарина
Дарина Мифкова (чеш. Darina Mifkova; род. 24 мая 1974, Прага, Чехословакия) — итальянская волейболистка чешского происхождения. Нападающая-доигровщица. Чемпионка мира 2002.

## Биография
Дарина Мифкова родилась в столице Чехословакии Праге, но ещё в раннем детстве переехала с семьёй в Италию, где и начала заниматься волейболом. В 1985—1989 годах выступала за юниорские команды в серии D чемпионата Италии, затем играла за «Кальвизано» и «Крему» в сериях В, а в 1991 году дебютировала в сильнейшем дивизионе итальянского волейбола (серии А1) в команде «Кассано». С 1992 года на протяжении трёх сезонов выступала за команду из Модены, с которой дважды становилась серебряным призёром чемпионата Италии, а также выиграла Кубок обладателей кубков ЕКВ.
Пиком спортивной клубной карьеры для Мифковой стало её выступление за «Фоппапедретти» из Бергамо — сильнейшей команды Италии 2-й половины 1990-х годов и одной из лучших в Европе. Четыре подряд титула чемпионки страны, три подряд выигранных Кубка Италии и также три победы в Суперкубке страны, два «золота» и одна «бронза» в Кубке европейских чемпионов — таков послужной список волейболистки за 4 сезона в Бергамо. После ухода из «Фоппапедретти» Мифкова только с «Чивидини» из Виченцы смогла выиграть три трофея — Кубок Европейской конфедерации волейбола и два Суперкубка Италии. С остальными командами, в которых спортсменка выступала после 2002 года, больших успехов уже не добивалась.
В 2009 году волейболистка объявила об уходе из волейбола, но затем отыграла ещё два сезона в командах серии В2 (четвёртый по значимости дивизион), после чего завершила спортивную карьеру.
С 1993 по 2004 год Мифкова выступала за национальную сборную Италии (с перерывами). В её составе приняла участие в Олимпиаде-2000, трёх чемпионатах мира (1994, 1998 и 2002), розыгрыше Кубка мира 2003, пяти розыгрышах Гран-при (1997, 1998, 2000, 2003, 2004), трёх чемпионатах Европы (1995, 1997 и 2001). Вместе со «скуадрой адзуррой» она выигрывала золотые награды чемпионата мира (в 2002), «серебро» чемпионата Европы (в 2001), «серебро» Гран-при 2004. Всего же на момент окончания карьеры в сборной Италии (после Гран-при-2004) на счету Дарины Мифковой 283 матча, проведённых в форме национальной команды.

### Клубная карьера
- 1985—1988 —  «Курно»;
- 1988—1989 —  «Колоньо»;
- 1989—1990 —  «Кальвизано»;
- 1990—1991 —  «Крема»;
- 1991—1992 —  «Кассано»;
- 1992—1995 —  «Изола Верде»/«Антезис» (Модена);
- 1995—1999 —  «Фоппапедретти» (Бергамо);
- 1999—2000 —  «Чентро Эстер» (Неаполь);
- 2000—2002 —  «Чивидини» (Виченца);
- 2002—2003 —  «Модена»;
- 2003—2005 —  «Форли»;
- 2005—2006 —  «Монтескьяво» (Йези);
- 2006—2007 —  «Меджиус Воллей» (Падуя);
- 2007—2008 —  «Минетти» (Имола);
- 2008—2009 —  «Чезена»;
- 2009—2010 —  «Визерба»;
- 2010—2011 —  «Атлетико» (Болонья).

## Достижения

### Со сборной Италии
- чемпионка мира 2002.
- серебряный призёр Мирового Гран-при 2004.
- серебряный призёр чемпионата Европы 2001.

### С клубами
- 4-кратная чемпионка Италии — 1996—1999;
  - 3-кратный серебряный призёр чемпионатов Италии — 1994, 1995, 2006.
- 3-кратный победитель розыгрышей Кубка Италии — 1996—1998;
  - двукратный серебряный призёр Кубка Италии — 1994, 2006.
- 5-кратный победитель розыгрышей Суперкубка Италии — 1996—1998, 2001, 2002.
- двукратный победитель розыгрышей Кубка европейских чемпионов — 1997, 1999;
  - бронзовый призёр Кубка европейских чемпионов 1998.
- победитель розыгрыша Кубка обладателей кубков ЕКВ 1995.
- серебряный призёр розыгрыша Кубка вызова ЕКВ 2008.
- победитель розыгрыша Кубка Европейской конфедерации волейбола 2001.

## Награды
- Кавалер ордена «За заслуги перед Итальянской Республикой» (8 ноября 2002)[1].
- Золотая цепь «За спортивные заслуги» (11 ноября 2004).